# Alekséi Gástev
Alekséi Kapitónovich Gástev (del ruso: Алексей Капитонович Гастев) (1882-1939) participó en la Revolución rusa de 1905, fue un pionero de la organización científica del trabajo en Rusia, un sindicalista y un poeta vanguardista.

## Biografía

### Juventud de un revolucionario
Nacido en la familia de un maestro y una costurera en Súzdal, Imperio ruso, Alekséi Gástev ingresó en el Instituto Pedagógico de Moscú, pero fue expulsado como resultado de su participación en un mitin revolucionario. Se afilió al Partido Obrero Socialdemócrata de Rusia en 1900. Activo participante en la Revolución rusa de 1905, Gástev fue el líder de una brigada combatiente en Kostromá y de trabajadores insurrectos en huelga en las ciudades del norte de Rusia de Yaroslavl, Ivánovo-Voznesensk y Makáriev. En ese tiempo, Gástev se asoció muy cercanamente con la facción Bolchevique del partido. Fue informante de Lenin y recibió órdenes de él en 1905-1907.
Como resultado de su activismo revolucionario, Gástev fue arrestado por las autoridades y exiliado a varias partes del norte y este de Rusia en al menos tres incidentes separados. No obstante, fue capaz de escapar de sus exilios cada vez, viviendo ilegalmente en Rusia y, a veces, planeando encontrar su ruta de escape.

### Ruptura con los bolcheviques
En 1907 Gástev se separaría de las actividades de la facción bolchevique. Como resultado de uno de sus exilios, seguido de la emigración, Gástev pasaría en torno a tres años trabajando en las fábricas industriales de París, Francia en 1909-1912. En ese tiempo, se familiarizó con el sindicalismo francés y adoptó muchos de los puntos de vista del movimiento, viendo los sindicatos como el principal medio de confrontar al capitalismo al aportar mejoras concretas en la vida de los trabajadores.

### Trabajo sindical
Entre 1901 y 1917 Gástev pasó la mayoría de esos años entre exilios, fugas y trabajando en factorías rusas o europeas. Su experiencia como obrero industrial lo condujo a desarrollar una aproximación bastante práctica al marxismo. La revolución para Gástev significa el empoderamiento de los trabajadores por su acceso al control cotidiano de aquellos aspectos relacionados con los procesos de trabajo. Gástev comenzó a involucrase en el trabajo del Sindicato del Trabajadores del Metal de San Petersburgo, uno de los sindicatos más influyentes del país, al menos desde 1906. En 1917-1918 Gástev fue elegido Presidente de Comité Central del recién creado Sindicato Panruso de Trabajadores del Metal. Participó activamente en la Conferencia del Sindicato de 1918.

### Organización científica del trabajo
En 1920, Gástev fue fundador y Director del Instituto Central del Trabajo (I.C.T.) en Moscú, al cual se refería como su "última obra de arte". La organización del Instituto fue alentada por V.I. Lenin, quien asignó el presupuesto inicial del proyecto. La institución desarrolló aproximaciones científicas a la organización del trabajo, el cual consistía en términos prácticos de métodos de entrenamiento para trabajadores capacitados en operaciones mecánicas de la forma más eficiente. Algunas operaciones repetitivas simples, como el corte de materiales con un cincel, se estudiaron con gran detalle. Se publicaron recomendaciones sobre la configuración eficiente de los procesos de trabajo.
En 1928, en un esfuerzo por aumentar la financiación de sus estudios, Gastev organizó la sociedad anónima "Ustanovka" ("Instalación") que auditó el trabajo de las empresas industriales y proporcionó recomendaciones sobre la organización eficiente de sus procesos de trabajo en un base comercial

### Trabajo educativo
Las ideas de Gástev sobre la educación estaban basadas en su concepto de "ingeniería social", significando la creación de métodos de entrenamiento basados en estudio fisiológico y psicológico de humanos en el proceso de trabajo, usando tanto métodos observacionales como experimentales. Esto condujo a la creación del "método de configuración" (установочный метод), que consideraba el condicionamiento de las facultades humanas como una base para la reforma del sistema educativo en su totalidad. El término "configuración" (установка) implicaba la formación de comportamientos personales automatizados a través de "configuraciones biológicas", "configuraciones culturales", etc.
Los métodos de Gastev se utilizaron en capacitaciones intensivas de trabajadores calificados y tuvieron mucho éxito.

### Poesía
La mayoría de los poemas de Gástev podrían ser considerados como prosa poética. El ritmo normalmente no está organizado de forma que se lo pueda calificar de verso, la rima está ausente, los poemas están escritos en forma de prosa. Sin embargo, el uso de la metáfora, la expresividad lírica, y la repetitividad de la sintaxis indudablemente convierten a Gástev en un auténtico poeta lírico, con influencias que irían de Verhaeren y Walt Whitman a los futuristas rusos.  
La poesía de Gástev celebra enérgicamente la industrialización, anunciando una era de una nueva clase de humano, disciplinado por la omnipresente mecanización de la vida cotidiana. En los años  Gástev abandonó por completo su trabajo literario, dedicándose a su investigación de la organización científica. Sin embargo, muchas de sus publicaciones posteriores de temas no poéticos están escritos en el expresivo lenguaje de su prosa poética.

### Arresto y muerte
El 8 de septiembre de 1938 Gástev fue arrestado bajo la falsa acusación de "actividad terrorista contrarrevolucionaria". Fue detenido en una prisión de Moscú y sentenciado a muerte por un juicio rápido el 14 de abril de 1939.No había abogado defensor ni posibilidad de apelar contra la decisión. El 15 de abril de 1939, Gástev fue fusilado en los suburbios de Moscú.
El 1 de octubre de 1941, la fecha de la muerte de Gastev dada por algunas fuentes, se basa en información falsa dada por las autoridades a la familia de Gastev antes de 1991. Ninguna información confiable sobre el destino de Gastev después de su arresto estuvo disponible hasta el archivo de la KGB, donde Los documentos de los interrogatorios y los juicios se mantuvieron, se hicieron accesibles a los familiares a principios de la década de 1990.

## Trabajos
1. Poézia rabóchego udara (Поэзия рабочего удара). Moscú. 1964, 1971.
2. Kak nado rabótat (Как надо работать). Moscú, Ekonómika. 1966, 1972.
3. Trudovýie ustanovki (Трудовые установки). Moscú, Ekonómika. 1973.